# Nancy (cantante)
Nancy Jewel McDonie (en coreano: 낸시 주얼 맥다니; Daegu, 13 de abril de 2000), conocida como Nancy (coreano: 낸시), es una actriz, cantante y presentadora surcoreana-estadounidense. Es miembro del grupo femenino surcoreano Momoland, formado en 2016 a través del programa de supervivencia de Mnet, Finding Momoland.

## Primeros años y educación
Su madre es coreana y su padre es estadounidense de ascendencia irlandesa. Tiene una hermana mayor llamada Brenda Lee McDonie que es violonchelista y nació en 1998.

### Educación
El 9 de febrero de 2018, se graduó de la Hanlim Multi Art School, como estudiante del Departamento de música.

## Vida personal
Nancy vivió durante 6 años en los Estados Unidos. En una entrevista dijo, "Mis padres siempre me han dicho que hay dos culturas con las que estoy en contacto desde que era niña".
Cuando se le preguntó si tenía miedo o no estaba familiarizada con la cultura coreana cuando se mudó a Corea del Sur, dijo: "Antes de mudarme a Corea del Sur, mi madre me decía que las escuelas coreanas y estadounidenses son realmente diferentes". Agregó: "Después de que me transferí a una escuela coreana, no podía hablar bien el idioma coreano, pero no fue difícil porque mis amigos me ayudaron".

## Carrera

### Predebut
Nancy audicionó para Korea's Got Talent como parte de un grupo de hip-hop llamado "Cutie Pies" en 2011, el grupo alcanzó las semifinales. Fue una ex aprendiz de Nega Network.
En su adolescencia, apareció en varios programas de televisión, como The Unlimited y Mak Ee Rae Show: Just Do It Expedition en 2012, donde había visitado Filipinas y Saipán, junto a la actriz Kim Yoo-jung.

### 2016:Finding Momoland, debut con Momoland y Sunny Girls

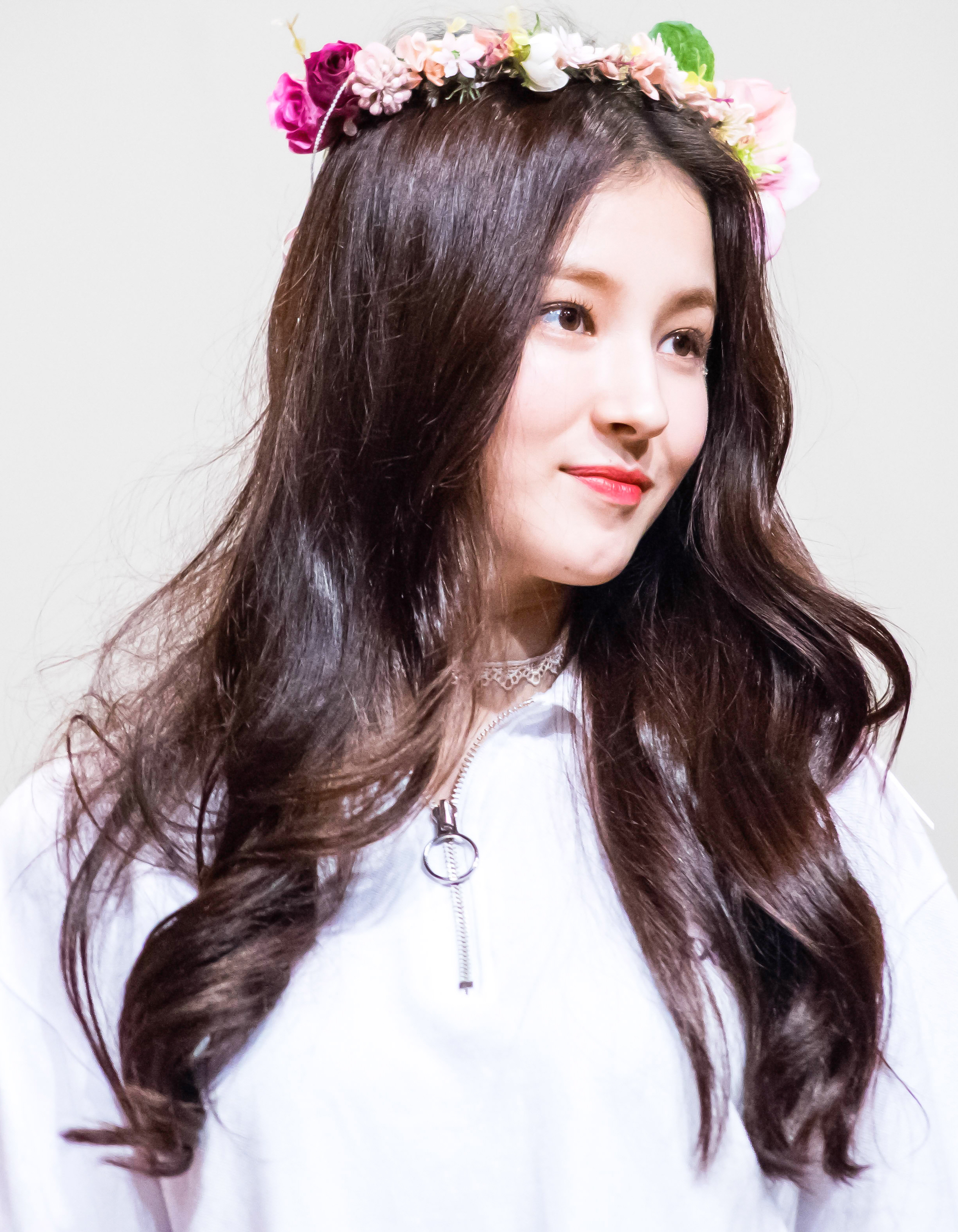
Nancy en 2016.

En 2016, Nancy participó del reality show de Mnet, Finding Momoland en donde seleccionarían a las miembros del nuevo grupo de chicas de MLD Entertainment, Momoland. Terminó en segundo lugar, y posteriormente debutó con el grupo el 10 de noviembre con el miniálbum Welcome To Momoland. Momoland hizo su debut en el escenario de M Countdown.

El 19 de noviembre, se anunció que se uniría al grupo proyecto de chicas de Inkigayo, Sunny Girls junto a Eunha de GFriend, Cheng Xiao de WJSN, YooA de Oh My Girl y Nayoung de Gugudan. Hicieron su debut oficial en el escenario Inkigayo de SBS, el 27 de noviembre, con la canción principal "Taxi". También actuaron en el SBS Gayo Daejeon 2016, el 26 de diciembre.

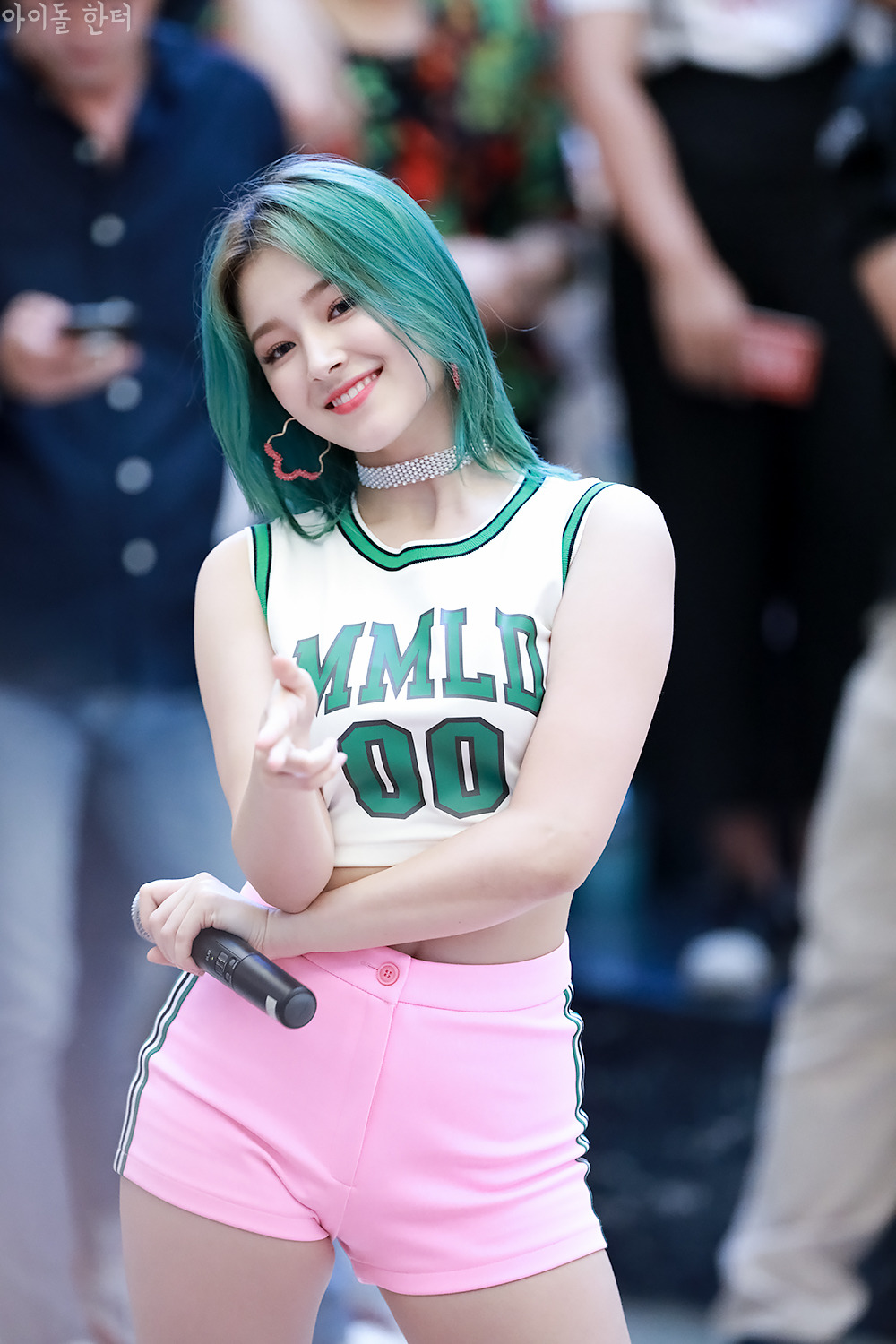
Nancy actuando en 2018.

### Carrera como actriz
2018 Best KMusic Awards como presentadora junto a artistas como Bts, Twice, Monsta X, entre otros
En el 2017 protagonizó el KDrama: Algo de Luz, entre el 24 de octubre y el 1 de noviembre.
Pops es Seoul, ha hecho apariciones como presentadora en diversas ocasiones.

## Filmografía

### Televisión
| Año       | Cadena            | Título                                                 | Rol                                                                  | Nota               |
| --------- | ----------------- | ------------------------------------------------------ | -------------------------------------------------------------------- | ------------------ |
| 2010      | EBS               | Hangul Train Chipo                                     | Ella misma                                                           | De niña            |
| 2010      | KBS2              | Hello Counselor                                        | Ella misma                                                           | Primera temporada  |
| 2011      | tvN               | Korea's Got Talent                                     | Ella misma                                                           | Concursante        |
| 2011–2013 | Tooniverse        | The Unlimited Show                                     | Ella misma                                                           | Temporadas 2-5     |
| 2012      | Tooniverse        | Mak Ee Rae Show: Just Do It Expedition                 | Ella misma                                                           | Parte del elenco   |
| 2014      | Tooniverse        | Olala School 2                                         | Ella misma                                                           | Parte del elenco   |
| 2016      | Mnet              | Finding Momoland                                       | Ella misma                                                           | Concursante        |
| 2017      | K-STAR            | I Am the Actor                                         | Ella misma                                                           | Parte del elenco   |
| 2017      |                   | Idol Acting Competition                                | Ella misma                                                           | Parte del elenco   |
| 2017–2018 | Arirang TV        | Pops in Seoul                                          | Ella misma                                                           | MC                 |
| 2018      | MBC               | Momoland's Saipan Land                                 | Ella misma                                                           | Parte del elenco   |
| 2018      | MBC               | 2018 Idol Star Athletics Championships Chuseok Special | Ella misma                                                           | Parte del elenco   |
| 2018      | MBC               | Dae Jang Geum Is Watching                              | Junto a sus compañeras JooE, Hyebin, y Daisy como aprendices de idol | Aparición especial |
| 2019      | MBC               | 2019 Idol Star Athletics Championships Chuseok Special | Ella misma                                                           | Parte del elenco   |
| 2020      | MBC               | 2020 Idol Star Athletics Championships                 | Ella misma                                                           | Parte del elenco   |
| 2020      | MBC               | King of Mask Singer                                    | Ella misma                                                           | Concursante        |
| 2021      | Kapamilya Channel | The Soulmate Project                                   | Binna                                                                | Papel principal    |

### Dramas web
| Año  | Cadena   | Título     | Rol       |
| ---- | -------- | ---------- | --------- |
| 2017 | Naver TV | Some Light | Principal |